# Pfarrkirche St. Gallus (Triesen)

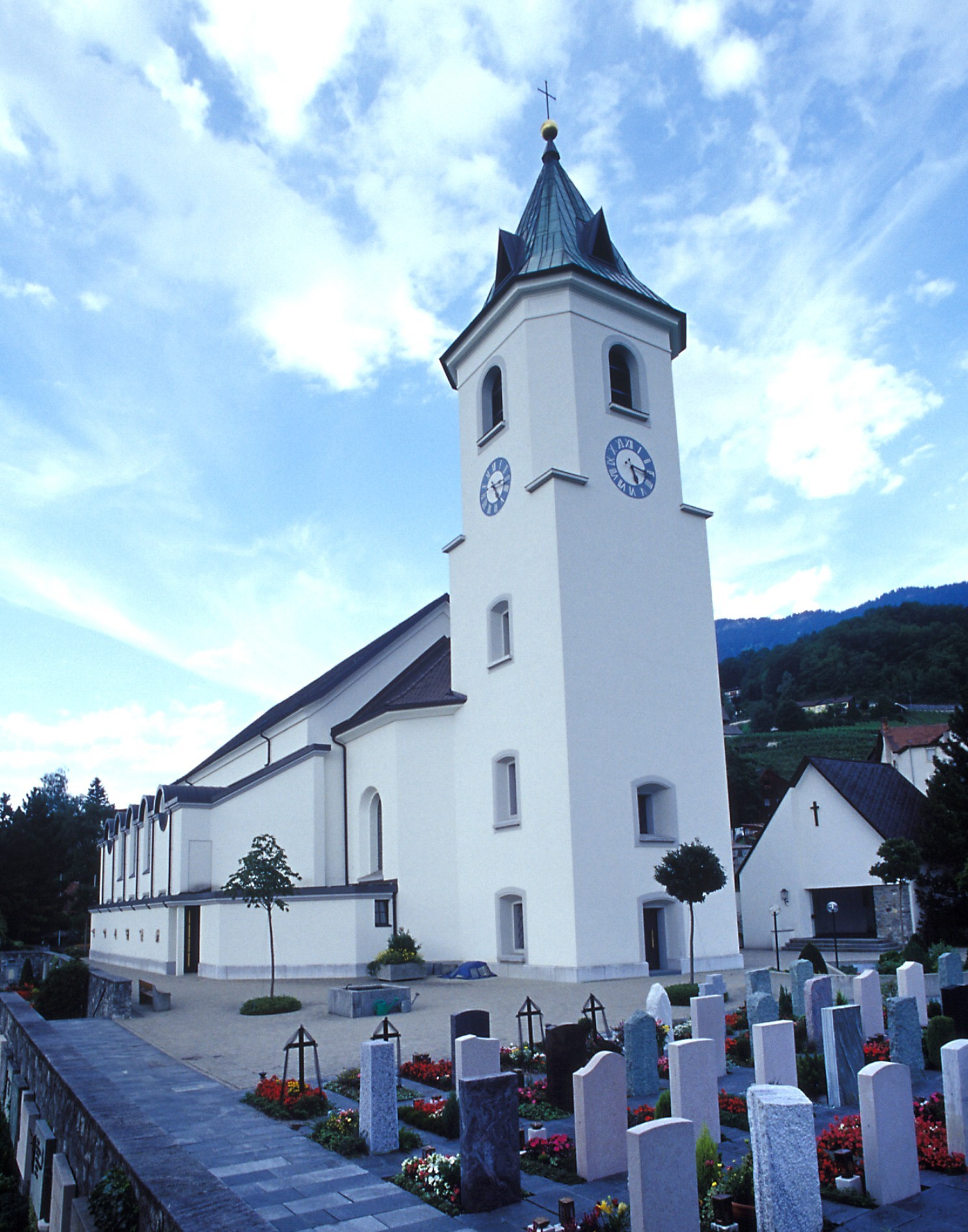
Pfarrkirche St. Gallus, Triesen

Die Pfarrkirche St. Gallus in Triesen im Wahlkreis Oberland von Liechtenstein ist das römisch-katholische Kirchengebäude der gleichnamigen Pfarrgemeinde, die Teil des Erzbistums Vaduz ist.

## Geschichte
Die Triesener Pfarrkirche wurde 1841 bis 1843 nach Plänen des Wiener Architekten Georg Wingelmüller errichtet. Der Bau ersetzte eine 1458 geweihte Kirche an einem nahe gelegenen Standort, die 1834 wegen Baufälligkeit aufgegeben werden musste und 1846 abgetragen wurde. Zwei Jahre nach Fertigstellung besuchte der Architekt zum ersten Mal das Bauwerk und war mit der Ausführung unzufrieden. Daher kam es in der Folgezeit noch zu verschiedenen Ergänzungs- und Umbauarbeiten. Am 8. September 1846 schließlich wurde die neue Pfarrkirche vom Churer Bischof Kaspar de Carl ab Hohenbalken zu Ehren des heiligen Gallus geweiht.
In den Jahren 1942/43 wurde eine Renovierung vorgenommen. Dabei gestaltete der Künstler Johannes Hugentobler aus Appenzell den Innenraum grundlegend um. Die neugotische Ausstattung von 1890 wurde, mit Ausnahme der Kreuzigungsgruppe auf einem Querbalken im Chorbogen, entfernt. 1991–1994 wurde die Kirche nach Plänen von Walter Bosshart umgebaut und durch Seitenschiffe erweitert. Das so vergrößerte Kirchengebäude weihte der damalige Churer Bischof Wolfgang Haas am 9. Oktober 1994 erneut.

## Beschreibung

### Außen

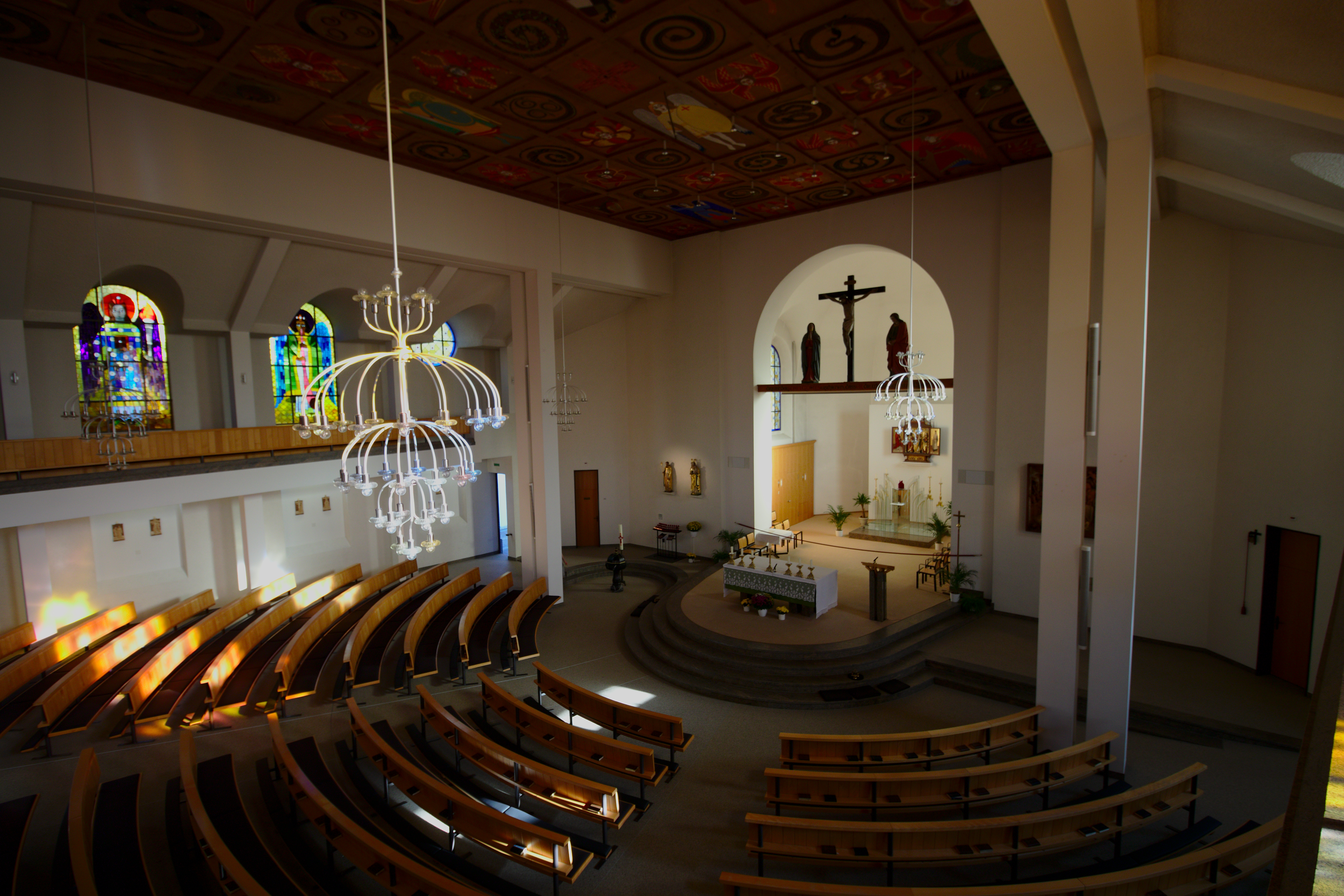
Pfarrkirche innen

Der nach Süden orientierte Kirchenbau besteht aus einem mit einem Satteldach gedeckten Kirchenschiff mit im Süden angefügtem Chor und südlich daran anschließendem Kirchturm mit quadratischem Grundriss. Im Glockengeschoss wird der Turm durch Wegschnitt der vier Ecken zum Achteck, auf dem ein Spitzhelm mit Turmkugel und Kreuz sitzt. Dem Haupteingang im Norden wurde eine tonnengewölbte gläserne Vorhalle vorgesetzt, die von schmalen Anbauten begleitet wird.

### Innen
Die Saalkirche erhielt Anfang der 1990er Jahre Seitenschiffe, die den Innenraum nahezu quadratisch werden ließen. Die 91 Felder der flachen hölzernen Kassettendecke wurden 1942 von Hugentobler zum Thema «Kampf zwischen den guten und bösen Geistern» in kräftigen Farben bemalt, ferner entwarf er die Gestaltung der sechs Rundbogenfenster. Beim Umbau 1991/94 wurde der Altar vor den Chorbogen ins Kirchenschiff gerückt, die Kirchenbänke in drei Blöcken halbkreisförmig angeordnet. Bemerkenswert sind die Tafeln eines gotischen Flügelaltars aus dem Jahr 1492 an der Chorrückwand und ein Taufstein von 1678 aus Marmor von Balzers.

### Orgel
Die Orgel auf der rückwärtigen Empore wurde 1976 von Mathis Orgelbau in Näfels gebaut. Sie verfügt über 18 Register auf zwei Manualen (Hauptwerk 8, Rückpositiv 6) und Pedal (4). Sie löste ein Instrument von 1899 der Orgelbauer Gebrüder Mayer, Feldkirch ab.

### Glocken
Das Glockengeläut von St. Gallus besteht aus fünf Kirchenglocken; drei wurden 1842, also zur Bauzeit der Kirche gegossen, die beiden anderen 1960.
| Glocke | Name                  | Gießer                                      | Gussjahr | Durchmesser | Gewicht  | Schlagton |
| ------ | --------------------- | ------------------------------------------- | -------- | ----------- | -------- | --------- |
| 1      | Gallusglocke          | Glockengießerei Karl Czudnochowsky (Erding) | 1960     |             | 3754 kg0 | Gis°      |
| 2      | Dreifaltigkeitsglocke | Glockengießerei Grassmayr (Feldkirch)       | 1842     | 155 cm      | 1723 kg0 | H°        |
| 3      | Rosenkranzglocke      | Glockengießerei Grassmayr (Feldkirch)       | 1842     | 123 cm      | 915 kg   | dis′      |
| 4      | Martinsglocke         | Glockengießerei Grassmayr (Feldkirch)       | 1842     | 103 cm      | 531 kg   | fis′      |
| 5      | Schutzengelglocke     | Glockengießerei Karl Czudnochowsky (Erding) | 1960     |             | 490 kg   | gis′      |

## Nachweise
1. ↑  Orgelverzeichnis Schweiz und Liechtenstein –  Orgelprofil Kath. Kirche Hl. Gallus und Martin Triesen FL; hier auch Disposition der Orgel. Die Orgel der Gebr. Mayer entstand 1899, die Firma wurde erst 1872 gegründet.
2. ↑  Cornelia Herrmann, Bern 2007, S. 188

Koordinaten: 47° 6′ 22,4″ N, 9° 31′ 49,3″ O; CH1903: 758756 / 219364